# Badadji
Badaji ou Badadjé est un village du Cameroun situé dans le département de Mayo Louti et la Région du Nord. Le village fait partie de l'arrondissement de Figuil. Il possède un grand marché hebdomadaire où sont échangés les produits de l'agriculture, de l'élevage et de l'artisanat, il est aussi équipé d'un centre de santé intégré.  